# Леополд Йозеф Йохан Непомук фон Найперг
Леополд Йозеф Йохан Непомук фон Найперг (на немски: Leopold Joseph Johannes Nepomuk, Graf von Neipperg; * 27 март 1728, Швайгерн, Швабия; † 5 януари 1792, Швайгерн) e граф и господар от род Найперг от Швабия и дипломат.

## Произход
Той е син на граф Вилхелм Райнхард фон Найперг (1684 – 1774), фелдмаршал, императорски военачалник, и съпругата му графиня Мария Франциска Терезия фон Кевенхюлер-Франкенбург (1702 – 1760), дъщеря на граф Франц Фердинанд Антон фон Кевенхюлер-Франкенбург (1682 – 1746) и фрайин Мария Терезия фон Лубетих и Шапелот († 1720). Потомък е на Лудвиг Кристоф фон Найперг цу Швайгерн (1589 – 1635) и Мария Магдалена фон Геминген (1596 – 1635). Сестра му Мария Вилхелмина Йозефа (1738 – 1773) е омъжена 1755 г. за княз Йохан Адам фон Ауершперг (1721 – 1795), има афера с император Франц I Стефан (1708 – 1765).
Резиденцията на фамилията от 12 век е замък Найперг, днес в Бракенхайм в Баден-Вюртемберг.
Внукът му Вилхелм Албрехт фон Монтенуово (1819 – 1895), син на Адам Алберт фон Найперг, става 1. княз на Монтенуово.
- Замък Найперг
- Дворец в Швайгерн

## Фамилия
Първи брак: на 24 ноември 1751 г. с графиня Мария Франциска фон Кьонигсег-Ротенфелс (* 6 април 1723; † 24 септември 1752), която умира след раждането на дъщерята:
- Мария Вилхелмина (* 17 септември 1752; † 23 декември 1753)

Втори брак: на 17 февруари 1754 г. във Виена с графиня Мария Вилхелмина фон Алтхан (* 1733; † 5 юли 1773, Франкфурт на Майн), внучка на граф Михаел Венцел фон Алтхан (1630 – 1686), дъщеря на граф Михаел Венцел фон Алтхан (1668 – 1738), императорски таен съветник, конференц-министър, и графиня Мария Алойзия фон Дитрихщайн (1700 – 1787). Те имат шест деца:
- Мария Вилхелмина Йозефа Терезия (* 24 май 1755; † 25 ноември 1785, Виена), омъжена на 1 февруари 1774 г. за граф Гундакар фон Щархемберг (* 3 април 1747; † 6 септември 1804, Братислава)
- Йохан Непомук Йозеф Франц де Паула Бонифац (* 14 май 1756; † 12 ноември 1809), женен за Анна Мария Брунер (* 1775; † 6 февруари 1848, Виена); имат две дъщери
- Карл Винценц Хиронимус (* 30 септември 1757; † 24 юни 1835, Виена), неженен
- син (1759 – 1759)
- Мария Амалия (1760 – 1762)
- Мария Леополдина (1764 – 1767)

Трети брак: на 4 април 1774 г. с графиня Мария Вилхелмина фон Хатцфелд-Вилденбург (* 28 август 1750; † 24 януари 1784, Париж), дъщеря на граф Карл Фердинанд фон Хатцфелд (1712 – 1766) и фрайин Мария София Шарлота Магдалена фон Бетендорф (1714 – 1753). Те имат децата:
- Адам Алберт фон Найперг (* 8 април 1775, Виена; † 22 февруари 1829, Парма), граф и господар на Найперг, генерал и държавник, женен I. на 4 февруари 1806 г. в Ламота за графиня Терезия фон Пола (* 2 април 1778, Тревизо; † 23 април 1815, Швайгерн), II. (морганатичен брак) на 7 септември 1821 г. в Парма за ерцхерцогиня, императрица на Франция (1810 – 1814) Мария-Луиза Австрийска, херцогиня на Парма, Пиаченца и Гуастала (* 12 декември 1791, Виена; † 17 декември 1847, Виена), вдовица на Наполеон I, дъщеря на император Франц II; има общо шест деца
- Максимилиан (1776 – 1776)
- Макс Фридрих (1783 – 1785)

Четвърти брак: на 4 февруари 1787 г. с Берхардина Йозефа Федерика фон Визе (* 26 април 1761; † 14 юли 1837, Швайгерн), дъщеря на граф Карл Йозеф фон Визе и фрайин Каролина Фридерика Луиза фон Хелмщат. Те нямат деца.